# Bischdorf (Bad Lauchstädt)
Bischdorf ist ein Ortsteil der Ortschaft Milzau der Stadt Bad Lauchstädt.

## Geschichte
In einem zwischen 881 und 899 entstandenen Verzeichnis des Zehnten des Klosters Hersfeld (Hersfelder Zehntverzeichnis) wird ein zehntpflichtiger Ort Bisgofesdorpf im Friesenfeld urkundlich erwähnt, der mit Bischdorf in Zusammenhang gebracht worden ist. Es könnte sich aber auch um den Ort Bischofrode handeln.
Bis 1815 lag der Ort im hochstiftlich-merseburgischen Amt Merseburg. Dieses war seit 1561 unter kursächsischer Hoheit und gehörte zwischen 1656/57 und 1738 zum Sekundogenitur-Fürstentum Sachsen-Merseburg. Durch die Beschlüsse des Wiener Kongresses kam der Ort 1815 zu Preußen und wurde 1816 dem Kreis Merseburg im Regierungsbezirk Merseburg der Provinz Sachsen zugeteilt. 1864 erhielt die Dorfkirche eine Ladegast-Orgel mit neun Registern auf einem Manual und Pedal, eine Schenkung der Gemeinde. Das 20. Werk der Firma wurde 1994 von Rösel & Hercher restauriert.
Am 1. April 1937 wurde Bischdorf nach Milzau eingemeindet, mit dem es 2010 nach Bad Lauchstädt eingemeindet wurde.
In Bischdorf befindet sich eine romanische Kirche. Durch den Ort fließt die Schwarzeiche.